# Sui Yangdi

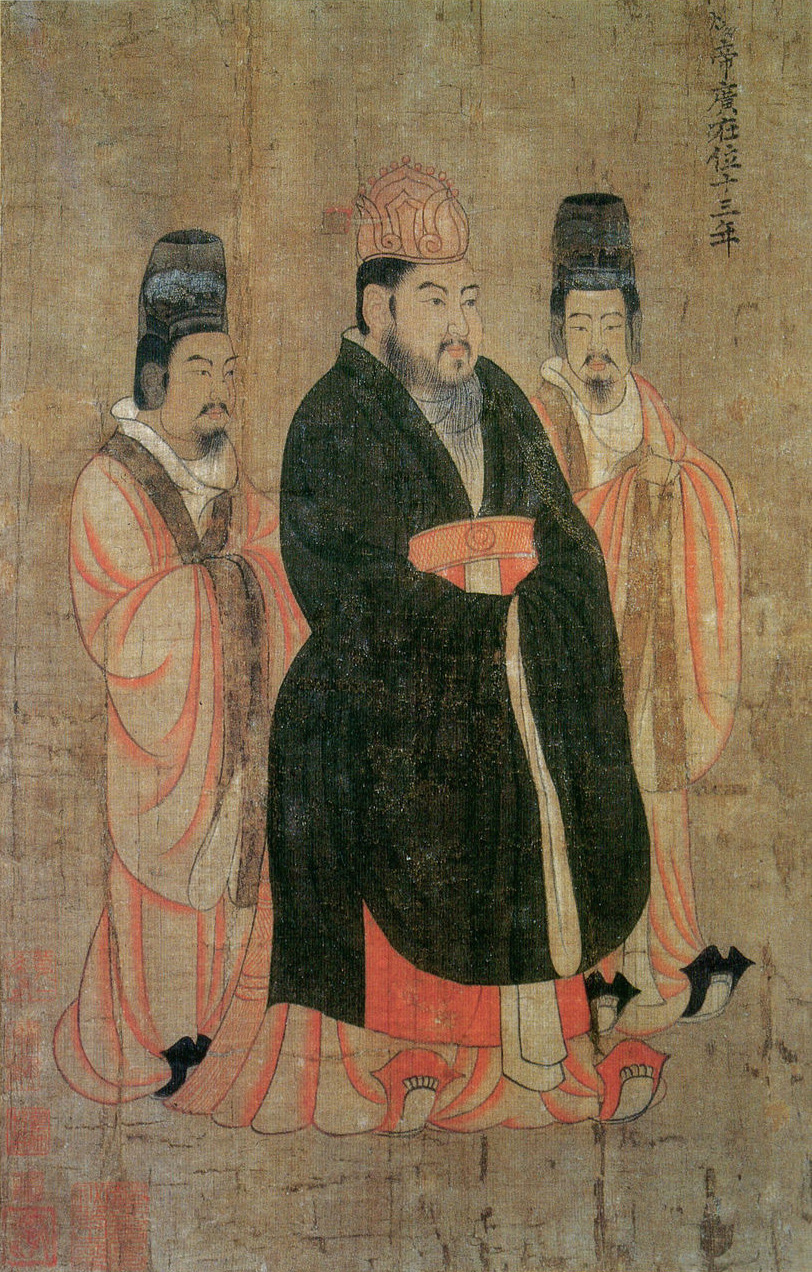
Idealporträt von Kaiser Yang. Auf der Dreizehn-Kaiser-Rolle von Yan Liben (600–673) aus der Tang-Dynastie

Der Sui-Kaiser Yangdi (chinesisch 隋煬帝, Pinyin Suí Yángdì, Jyutping Ceoi4 Joeng6dai6; * 560; † 618, Geburtsname Yang Guang 楊廣,  Yáng Guǎng) war der zweite Kaiser dieser Dynastie. Er regierte von 604 bis zu seiner Ermordung 618. Sein Name wird in der traditionellen Geschichtsschreibung eher als negativ bewertet.

## Leben und Wirken
Yangdi war der Sohn von Kaiser Wen (reg. 581–604). Er hielt sich längere Zeit im Süden Chinas auf und bestieg den Thron mutmaßlich durch die Ermordung seines Vaters und eines Bruders ein Vorwurf, der jedoch historisch umstritten ist. Nach seiner Thronbesteigung führte er die Reformpolitik seines Vaters energisch fort, strebte aber nach noch größerem Ruhm und Einfluss.
Er verlegte den kaiserlichen Hof nach Luoyang und bevorzugte konfuzianische Gelehrte und Literaten gegenüber der meist turkstämmigen Aristokratie des Nordwestens. Gleichzeitig ließ er Yangzhou im Süden massiv ausbauen, was zu einer Vernachlässigung der nördlichen Machteliten führte und deren Unterstützung kostete.
Seine Herrschaft war durch monumentale Infrastrukturprojekte geprägt, allen voran durch den Bau des Kaiserkanals. Diese Projekte sowie kostspielige Militärkampagnen, insbesondere gegen das koreanische Goguryeo-Reich (612–614), überforderten jedoch die Ressourcen des Staates. Hungersnöte infolge von Überschwemmungen verschärften die Lage. Schätzungen zufolge wurden bis zu acht Millionen Menschen zu Zwangsarbeiten herangezogen eine enorme Belastung der Bevölkerung.

## Sturz und Tod
Ab 610 kam es zu großflächigen Bauernaufständen, die bald Unterstützung durch Teile der nordwestlichen Aristokratie erhielten. In dieser prekären Lage begab sich Yangdi auf eine ausgedehnte Reise in den Süden und überließ den Norden weitgehend sich selbst.
Im Juli 617 erhob sich General Li Yuan, der zuvor als loyal galt. Mit Unterstützung des Osttürken-Khans Shibi eroberte er am 9. November desselben Jahres die Hauptstadt Chang’an (heute: Xi’an) und setzte dort Yangdis Enkel Yang You als Marionettenkaiser ein. Gleichzeitig kontrollierte Li Mi, ein weiterer Rebell aus der nordwestlichen Oberschicht, die Region um Luoyang. Weitere regionale Aufstände schwächten die Zentralmacht zusätzlich.
Kaiser Yangdi entsandte General Wang Shichong zur Verteidigung Luoyangs. Doch noch bevor es zur Entscheidung kam, wurde Yangdi im Frühjahr 618 in Jiangdu (heute: Yangzhou) von einem Kreis seiner Ratgeber unter Führung des Offiziers Yuwen Huaji ermordet. Die offiziellen Worte zur Tat lauteten: „Der Himmel hat die Sui verworfen sorgen wir für uns selbst.“